# Cranchia scabra
Cranchia scabra är en bläckfiskart som beskrevs av Leach 1817. Cranchia scabra ingår i släktet Cranchia och familjen Cranchiidae. Inga underarter finns listade i Catalogue of Life.

## Bildgalleri

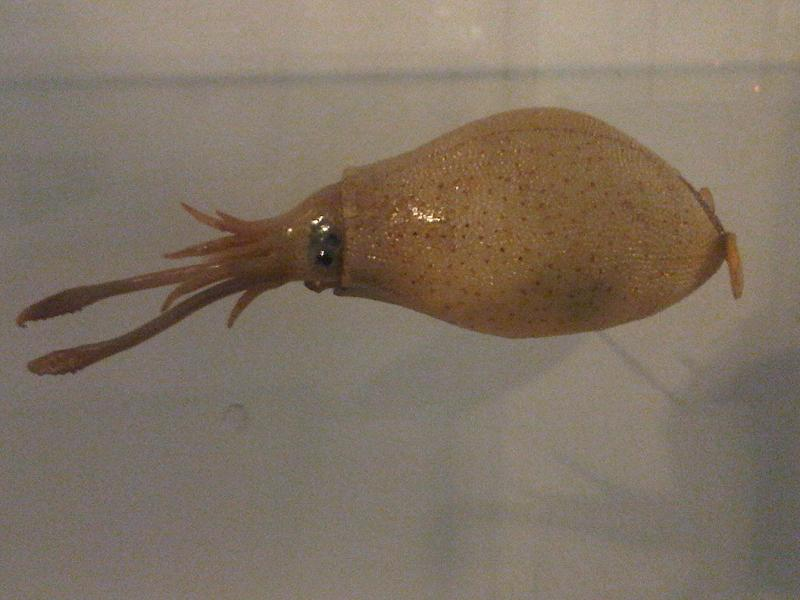
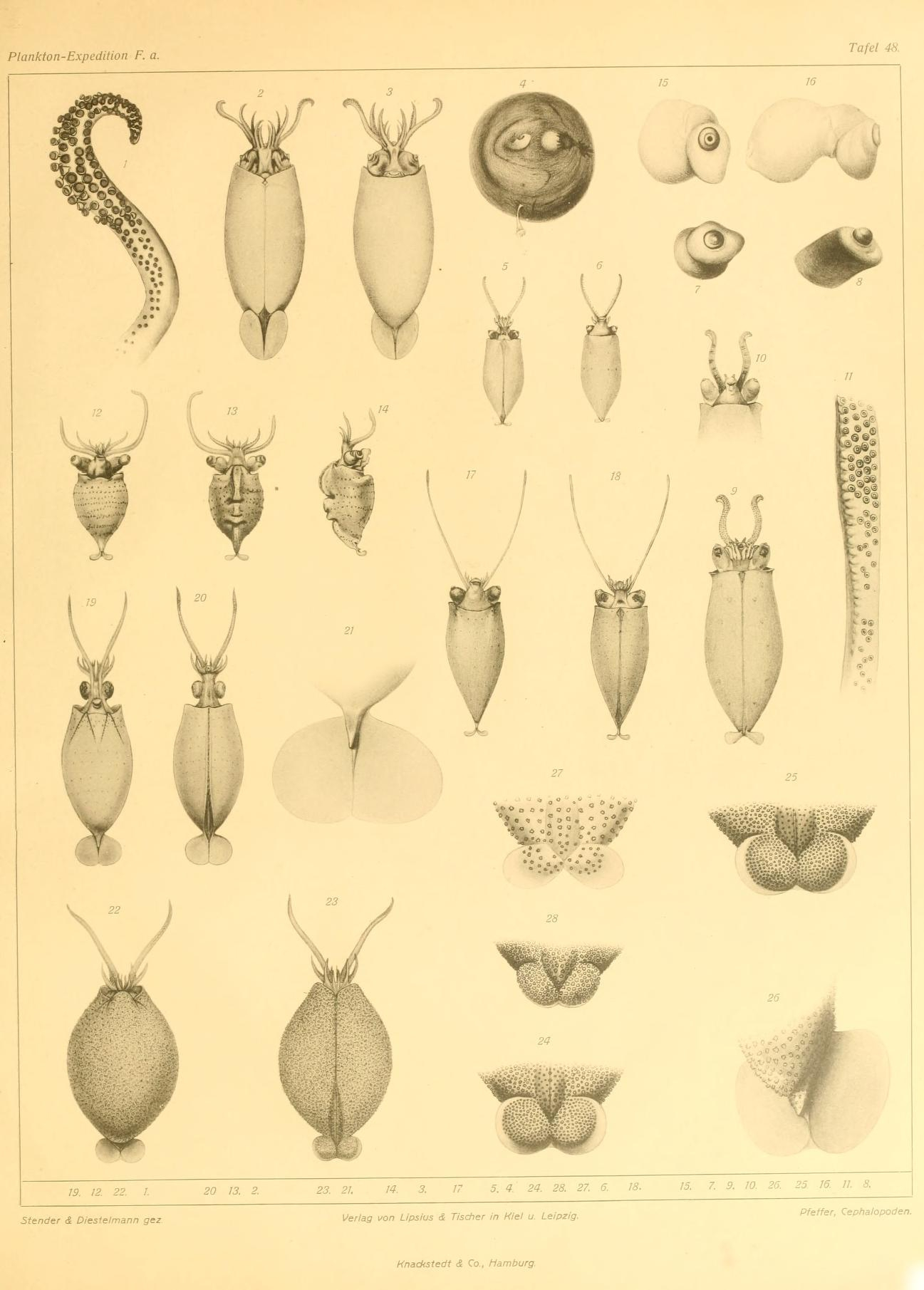